# 収斂基準
収斂基準（しゅうれんきじゅん、convergence criteria）とは、欧州連合の機能に関する条約第140条第1項において規定されている4項目からなる要件。マーストリヒト基準 (Maastricht criteria) ともいう。欧州連合加盟国は経済通貨統合の第3段階であるユーロの導入にあたって、これらの基準を満たさなければならない。この基準を導入するにあたって、条約案の採択の時点ですべての加盟国が基準を満たしていたわけではなかったために、どれだけ厳密にこの基準が解釈されるべきかということがとくに議論された。

## ユーロ導入前における基準
以下の条文は英語版から引用。日本語訳はすべて参考訳である。

### 物価の安定性
具体的には、当該国の直近の1年間におけるインフレーション率が、物価がもっとも安定している3つの加盟国のインフレーション率に比べて、1.5パーセントポイントより多く上回らないこととされている。

### 政府の財務状態
単年度の政府の赤字額（新規国債発行額）が国内総生産 (GDP) の3%を超えてはならないというものである。この基準は既存のユーロ導入国においてきわめて厳格に適用されている。イタリアやギリシャなどの一部の国は、ユーロの導入以前はこの基準を達成していなかったと伝えられており、ギリシャについては異なる統計手法を用いて基準を達成していたかのように見せかけ、事実は欧州連合に伝えられていなかった。
1997年、イタリアでは帳尻を合わせるためにロマーノ・プローディ政権が「ユーロ税」を広範にわたって導入し、基準が適用される年度の財政赤字の対 GDP 比を3.6%からちょうど3.0%になるようにした。このユーロ税はのちに一部が還付されている。フランスでは民営化させたフランステレコムから年金基金を受け取り、これによって375億フラン（57億2,000万ユーロ）が歳入として計上され、これは政府赤字をおよそ0.5パーセントポイント削減する効果を与えた。ドイツもまた統計結果を操作するような手法を用いており、連邦財務相テオドール・ヴァイゲルはドイツ連邦銀行が保有する金準備の再評価を求めた。ヴァイゲルは金準備の評価益を連邦政府に分配させ、それによって政府赤字額を削減しようとしたのである。ただしこの分配金の国有金融機関への売却やパブリックプライベートパートナーシップモデルの実行の評価額については、あまり広く議論されていなかった。
また、明確な景気後退の状況であると判断されなければ、債務残高が対 GDP 比で60%を超えてはならない。
ある加盟国がこの財務状況についての基準に合致していないということがあれば、まずは欧州委員会がそのむねの報告書を作成する。また法令上では財務状況基準に合致していたとしても、債務の状況が基準を超えるおそれがあると判断した場合には、欧州委員会は一定の行動をとることができる。そして、欧州委員会の報告や勧告、当該加盟国の事態への考え方に基づいて、最終的には欧州連合理事会が特定多数決によってどのように対処するかを決定することになる。
欧州委員会の報告にもかかわらず当該加盟国が財政状況基準を守らなければ、高額の制裁金が科されることになる。

### 為替相場の状況
対象通貨が少なくとも2年間は欧州通貨制度やそのあとを受けた欧州為替相場メカニズムで定められた変動幅を超えてはならない。さらに対象期間において当該国はほかの加盟国の通貨に対する自国通貨の切り下げを実施してはならない。

### 長期金利
名目長期金利が、物価がもっとも安定している3つの加盟国の前年の名目長期金利に比べて、2パーセントポイントより多く上回らないこととされている。

## 基準の解釈
小規模な加盟国が収斂基準を完全に満たしていないにもかかわらずユーロを導入したとしても、ユーロ圏に負担を与えないのではないかという考え方がある。しかしながら2006年のリトアニアの事例では、欧州委員会はインフレーション率が基準よりも0.06パーセントポイント高いとしてユーロ導入の延期を勧告している。このように基準を厳格に適用していることから、比較的新しい加盟国である中欧の諸国では古くからの加盟国が優遇されているという疑念が広まっている。これは諸規定、とりわけ安定・成長協定を古くからの加盟国のすべてが遵守していなかったにもかかわらず、基本条約では事実上、2004年以降に加盟した諸国に対して制裁金を科す規定があるためである。

## 導入後の規定
これまで述べてきた収斂基準は経済通貨統合の第3段階への移行、すなわちユーロに切り替えようとする時点にのみ適用される。移行後は安定と成長が重要であるため、テオドール・ヴァイゲルが主導して、安定・成長協定でユーロ導入後における2つの基準が定められた。その基準とは、通常の経済状況においてユーロ導入国は国家財政の均衡を維持することであり、具体的には単年度の公債発行額が対 GDP 比で3%を超えず、かつ累積債務の額が対 GDP 比で60%を超えないこととされている。また景気後退の状況においては経済の安定のために政府支出を行うことも定めている。